# Јанаково
Јанаково или Јанакево (грч. Γιαννακοχώρι, до 1926. грч. Γιαννάκοβο) је насељено место у општини Негуш у периферији Средишња Македонија, Грчка. Према попису из 2021. године било је 388 становника.
Према бугарском географу и историчару, Василу Канчову, у Јанакову је 1900. године живело 70 Словена хришћана. После 1924. године насељене су грчке избегличке породице из Турске, укупно 80 особа. На попису из 1991. године било је 468 становника, од чега су више од половине Словени.